# Isla Núñes
Isla Núñes está situada frente a la costa oceánica de la isla Santa Inés en el sector de las islas del NO del archipiélago de la Tierra del Fuego en la región austral de Chile. 
Administrativamente pertenece a la comuna de Punta Arenas, provincia de Magallanes de la Región de Magallanes y la Antártica Chilena.
Desde hace aproximadamente 6000 años sus costas fueron habitadas por el pueblo kawésqar. A comienzos del siglo XXI este pueblo había sido prácticamente extinguido por la acción del hombre blanco.

## Ubicación
Se encuentra en el sector de las islas del NO del archipiélago de Tierra del Fuego sobre la costa oceánica de la isla Santa Inés y desde el punto de vista orográfico en el sector de la zona cordillerana o insular. 
Está situada como a 16 nmi al sureste del cabo Schetky de la isla Recalada y a 1,5 nmi al sur de la isla Evans. Es la segunda en porte del grupo Rice Trevor.
Por el lado NE de la isla corre el canal Maule que la separa de la isla mayor del grupo Rice Trevor. La extremidad SW de la isla la constituye el cabo Tate que es de aspecto redondeado y de mediana altura. Este cabo forma parte del límite occidental del seno Profundo.

## Historia
Sus costas fueron recorridas por los kawésqar desde hace más de 6000 años hasta mediados del siglo XX. A comienzos del siglo XXI este pueblo había sido prácticamente extinguido por la acción del hombre blanco.
A fines del siglo XVIII, a partir del año 1788 comenzaron a llegar a la zona los balleneros, los loberos y cazadores de focas ingleses y estadounidenses y finalmente los chilotes.
Las siguientes expediciones efectuaron trabajos hidrográficos en el sector de la isla Núñes:
- 1774 - James Cook en diciembre, recorrió y levantó sectores de la costa oceánica del archipiélago de  Tierra del Fuego desde el cabo Deseado hasta el cabo de Hornos. HMS Resolution . Segundo viaje. Expedición inglesa.
- 1829 - Robert Fitz Roy en el primer viaje del HMS Beagle. Expedición inglesa.[5]

El comandante Robert Fitz Roy con el HMS Beagle estuvo trabajando en este sector desde el 28 de diciembre de 1829 hasta 3 de enero de 1830. El 28 de diciembre zarpó de bahía Latitud hacia el cabo Tate, fondeando en la entrada del seno Profundo. El 30 se encontró con un matrimonio de fueguinos con sus hijos. El 31 estuvo en trabajos hidrográficos en la zona y el 1 de enero de 1830 zarpó hacia las islas Fincham. Reconoció la bahía Braker, Inabordable, sector que estimó como el peor para la navegación encontrado hasta el momento; el 3 de enero vio fogatas e indígenas en el cabo Gloucester fondeando en la dársena Laura de la bahía Euston.

## Características geográficas
Reina casi permanentemente el mal tiempo, lluvia copiosa, cielo nublado. Clima marítimo con temperatura pareja durante todo el año. El viento predominante es del oeste.
Hay bayas silvestres y un tipo de alga marina. Abundan los gansos y patos silvestres. En su costa se obtienen choros, lapas y erizos. Llegan a la caleta lobos de mar, nutrias, delfines y ballenas.